# Khúc côn cầu trên cỏ tại Đại hội Thể thao châu Á 1962

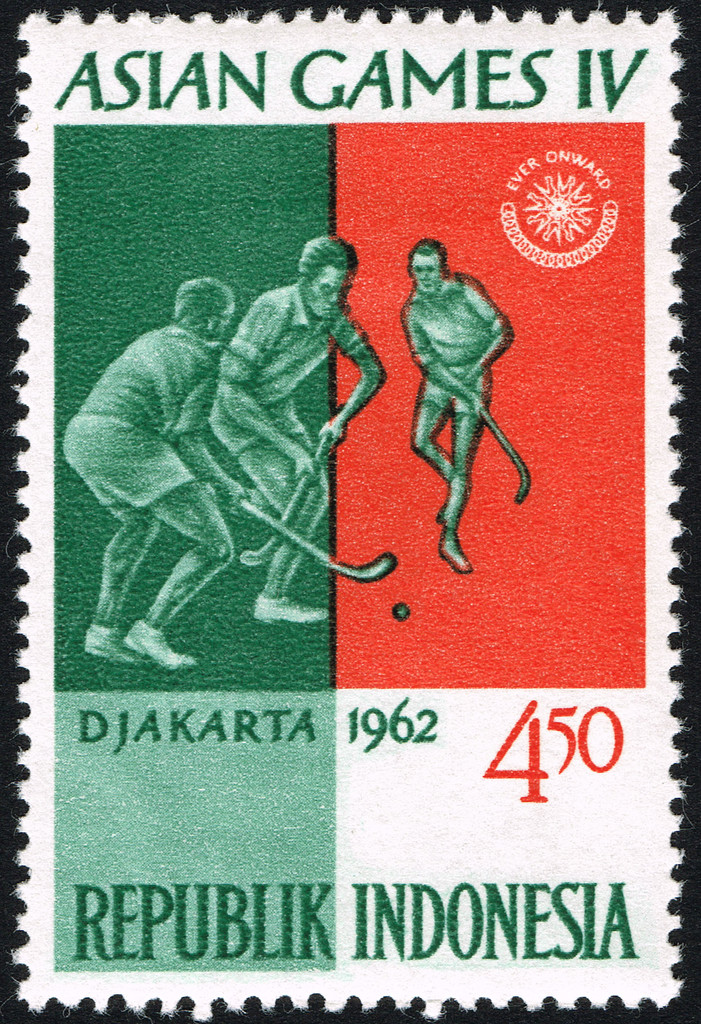
Bộ môn khúc côn cầu trên cỏ được in trên con tem thư nhân dịp sự kiện Đại hội Thể thao châu Á 1962 tại Indonesia

Nội dung thi đấu khúc côn cầu trên cỏ dành cho nam tại Đại hội Thể thao châu Á 1962 là giải đấu thứ hai của bộ môn Khúc côn cầu trên cỏ tại Đại hội thể thao châu Á.
Giải đấu được tổ chức tại Sân vận động khúc côn cầu Senayan ở Jakarta, Indonesia từ ngày 25 tháng 8 đến ngày 3 tháng 9 năm 1962. Trong giải đấu này, nội dung nam gồm có 9 đội thi đấu.
đương kim vô địch Pakistan đã giành được huy chương vàng thứ hai khi đánh bại Ấn Độ 2–0 ở trận chung kết. Malaya đã giành được huy chương đầu tiên khi đánh bại Nhật Bản 2–0 trong trận tranh huy chương đồng.

## Danh sách huy chương
| Nội dung | Vàng | Bạc | Đồng |
| -------- | --- | --- | --- |
| Men      | Pakistan · Bashir Ahmed · Noor Alam · Manzoor Hussain Atif · Tariq Aziz · Naseer Bunda · Munir Dar · Zafar Hayat · Mazhar Hussain · Zakir Hussain · Anwar Ahmed Khan · Motiullah Khan · Habib Ali Kiddie · Muhammad Asad Malik · Hayat Muhammad · Tariq Niazi · Chaudhry Ghulam Rasool · Abdul Waheed · Khwaja Zakauddin | Ấn Độ · Joseph Antic · Erman Bastian · Rajendran Christie · V. Deshmukh · Abdul Hamid · Shankar Lakshman · Hiranna M. Nimal · Bandu Patil · Jaman Lal Sharma · Charanjit Singh · Darshan Singh · Gurdev Singh · Gurmit Singh · Joginder Singh · Madan Mohan Singh · Piara Singh · Prithipal Singh | Mã Lai · Ismail Ali · Kandiah Anandarajah · Michael Arulraj · Chua Eng Wah · Ho Koh Chye · Robin Jayesuria · Doraisamy Munusamy · Chelliah Paramalingam · Arumugam Sabapathy · Aboo Samah · Manikam Shanmuganathan · Mike Shepherdson · Mani Sockalingam · Mohd Hariff Taib · Lawrence Van Huizen · Rajaratnam Yogeswaran |

## Chia bảng
Lễ bốc thăm thi đấu khúc côn cầu được tổ chức vào ngày 14 tháng 8 năm 1962.
| Bảng A - Ấn Độ - Mã Lai - Hàn Quốc - Hồng Kông | Bảng B - Pakistan - Nhật Bản - Indonesia - Ceylon - Singapore |

## Kết quả

### Vòng sơ loại

#### Bảng A
| VT | Đội       | ST | T | H | B | BT | BB | HS  | Đ | Giành quyền tham dự |
| -- | --------- | -- | - | - | - | -- | -- | --- | - | ------------------- |
| 1  | Ấn Độ     | 3  | 3 | 0 | 0 | 12 | 0  | +12 | 6 | Bán kết             |
| 2  | Mã Lai    | 3  | 2 | 0 | 1 | 9  | 4  | +5  | 4 | Bán kết             |
| 3  | Hồng Kông | 3  | 1 | 0 | 2 | 2  | 8  | −6  | 2 |                     |
| 4  | Hàn Quốc  | 3  | 0 | 0 | 3 | 1  | 12 | −11 | 0 |                     |

| 26 tháng 8 năm 1962 |

| Ấn Độ                 | 3–0 | Mã Lai |
| --------------------- | --- | ------ |
| Bastian 33', 45', 65' |     |        |

| Trọng tài: McDowell (AUS) Matsumowa (JPN) |

| 26 tháng 8 năm 1962 |

| Hàn Quốc | 0–2 | Hồng Kông |
| -------- | --- | --------- |
|          |     |           |

|  |

| 28 tháng 8 năm 1962 |

| Mã Lai | 5–1 | Hàn Quốc |
| ------ | --- | -------- |
|        |     |          |

|  |

| 28 tháng 8 năm 1962 |

| Ấn Độ                                | 4–0    | Hồng Kông |
| ------------------------------------ | ------ | --------- |
| Bastian 3' · Pr. Singh 16', 25', 50' | Report |           |

|  |

| 30 tháng 8 năm 1962 |

| Ấn Độ                                                | 5–0    | Hàn Quốc |
| ---------------------------------------------------- | ------ | -------- |
| Pr. Singh ?', 15', 45' · Bastian ?' · Gurd. Singh ?' | Report |          |

|  |

| 30 tháng 8 năm 1962 |

| Mã Lai | 4–0 | Hồng Kông |
| ------ | --- | --------- |
|        |     |           |

|  |

#### Bảng B
| VT | Đội           | ST | T | H | B | BT | BB | HS  | Đ | Giành quyền tham dự |
| -- | ------------- | -- | - | - | - | -- | -- | --- | - | ------------------- |
| 1  | Pakistan      | 4  | 4 | 0 | 0 | 26 | 1  | +25 | 8 | Bán kết             |
| 2  | Nhật Bản      | 4  | 2 | 1 | 1 | 8  | 6  | +2  | 5 | Bán kết             |
| 3  | Singapore     | 4  | 2 | 1 | 1 | 6  | 6  | 0   | 5 |                     |
| 4  | Ceylon        | 4  | 1 | 0 | 3 | 4  | 15 | −11 | 2 |                     |
| 5  | Indonesia (H) | 4  | 0 | 0 | 4 | 2  | 18 | −16 | 0 |                     |

| 25 tháng 8 năm 1962 |

| Indonesia   | 1–3    | Ceylon                                                    |
| ----------- | ------ | --------------------------------------------------------- |
| Sitaldas 4' | Report | Visuvasalingam Rajaratnam 6', 30' · Girange Jayatissa 68' |

|  |

| 25 tháng 8 năm 1962 |

| Pakistan | 5–0 | Nhật Bản |
| -------- | --- | -------- |
|          |     |          |

|  |

| 26 tháng 8 năm 1962 |

| Nhật Bản | 1–1 | Singapore |
| -------- | --- | --------- |
|          |     |           |

|  |

| 27 tháng 8 năm 1962 |

| Ceylon                | 1–9    | Pakistan                                                         |
| --------------------- | ------ | ---------------------------------------------------------------- |
| Donald Abeysekera 52' | Report | Waheed 1', 4', 19', 20', ?' · Alam 17' · Bunda · Dar · Motiullah |

|  |

| 27 tháng 8 năm 1962 |

| Indonesia | 1–2 | Singapore |
| --------- | --- | --------- |
|           |     |           |

|  |

| 29 tháng 8 năm 1962 |

| Pakistan                             | 4–0 | Singapore |
| ------------------------------------ | --- | --------- |
| Bunda 1', 70' · Waheed 28' · Dar 53' |     |           |

|  |

| 29 tháng 8 năm 1962 |

| Ceylon | 0–2 | Nhật Bản |
| ------ | --- | -------- |
|        |     |          |

|  |

| 30 tháng 8 năm 1962 |

| Indonesia | 0–8 | Pakistan |
| --------- | --- | -------- |
|           |     |          |

|  |

| 31 tháng 8 năm 1962 |

| Ceylon | 0–3    | Singapore                                              |
| ------ | ------ | ------------------------------------------------------ |
|        | Report | Mehar Singh 12' · Cyril Dewitt 39' · Douglas Nunis 60' |

|  |

| 31 tháng 8 năm 1962 |

| Nhật Bản | 5–0 | Indonesia |
| -------- | --- | --------- |
|          |     |           |

|  |

### Vòng tranh huy chương
|  | Bán kết   | Bán kết  |               |   | Chung kết | Chung kết |
|  |           |          |               |   |           |           |
|  | 2 tháng 9 |          |               |   |           |           |
|  |           |          |               |   |           |           |
|  | Ấn Độ     | 7        |               |   |           |           |
|  | Ấn Độ     | 7        | 3 tháng 9     |   |           |           |
|  | Nhật Bản  | 0        |               |   |           |           |
|  | Nhật Bản  | 0        | Ấn Độ         | 0 |           |           |
|  | 2 tháng 9 |          | Ấn Độ         | 0 |           |           |
|  |           | Pakistan | 2             |   |           |           |
|  | Pakistan  | Pakistan | 2             | 5 |           |           |
|  | Pakistan  |          |               | 5 |           |           |
|  | Mã Lai    | 0        |               |   |           |           |
|  | Mã Lai    | 0        | Tranh hạng ba |   |           |           |
|  |           |          |               |   |           |           |
|  | 3 tháng 9 |          |               |   |           |           |
|  |           |          |               |   |           |           |
|  | Nhật Bản  | 0        |               |   |           |           |
|  | Nhật Bản  | 0        |               |   |           |           |
|  | Mã Lai    | 2        |               |   |           |           |

#### Bán kết
| 2 tháng 9 năm 1962 |

| Ấn Độ                                            | 7–0 | Nhật Bản |
| ------------------------------------------------ | --- | -------- |
| Patil 3' · Bastian ?', ?', ?' · Pr. Singh ?', ?' |     |          |

|  |

| 2 tháng 9 năm 1962 |

| Pakistan                             | 5–0 | Mã Lai |
| ------------------------------------ | --- | ------ |
| Waheed 3', 12', 51' · Bunda 18', 58' |     |        |

|  |

#### Tranh huy chương đồng
| 3 tháng 9 1962 |

| Nhật Bản | 0–2 | Mã Lai |
| -------- | --- | ------ |
|          |     |        |

|  |

#### Tranh huy chương vàng
| 3 tháng 9 1962 13:30 |

| Ấn Độ | 0–2 | Pakistan              |
| ----- | --- | --------------------- |
|       |     | Atif 33' · Waheed 39' |

| Trọng tài: McDowell (AUS) Kelly (NZL) |

## Bảng xếp hàng cuối cùng
| VT | Đội                      | ST | Đ  |
| -- | ------------------------ | -- | -- |
| 1  | Pakistan                 | 6  | 12 |
| 2  | Ấn Độ                    | 5  | 8  |
| 3  | Mã Lai                   | 5  | 6  |
| 4  | Nhật Bản                 | 6  | 5  |
|    |                          |    |    |
| 5  | Singapore                | 4  | 5  |
| 6  | Hồng Kông                | 3  | 2  |
| 7  | Bản mẫu:Country data CEY | 4  | 2  |
| 8  | Hàn Quốc                 | 3  | 0  |
| 9  | Indonesia (H)            | 4  | 0  |